# Dictyospermum humile
Dictyospermum humile là một loài thực vật có hoa trong họ Commelinaceae. Loài này được (Warb.) J.K.Morton mô tả khoa học đầu tiên năm 1966.